# 別西季
50°10′18″N 23°54′34″E / 50.17167°N 23.90944°E
別西季（烏克蘭語：Бесіди），是烏克蘭西部的村莊，隸屬利維夫州的利維夫區。該村始建於1667年，面積7.77平方公里，2001年人口325，人口密度每平方公里41.81人。	